# Большая (Кубенское сельское поселение)
Большая — деревня в Харовском районе Вологодской области.
Входит в состав Кубенского сельского поселения, с точки зрения административно-территориального деления — в Кубинский сельсовет.
Расстояние до районного центра Харовска по автодороге — 55 км, до центра муниципального образования Сорожина по прямой — 4 км. Ближайшие населённые пункты — Асеиха, Афониха, Стрелица.
По переписи 2002 года население — 10 человек.